# 2485 Scheffler
2485 Scheffler је астероид чија средња удаљеност од Сунца износи 3,239 астрономских јединица (АЈ).
Апсолутна магнитуда астероида је 12,8.